# سد سوبیاکو
سد سوبیاکو (به ایتالیایی: Subiaco Dams) یک منطقهٔ مسکونی در ایتالیا است که در سوبیاکو (لاتزیو) واقع شده‌است.